# LI-900

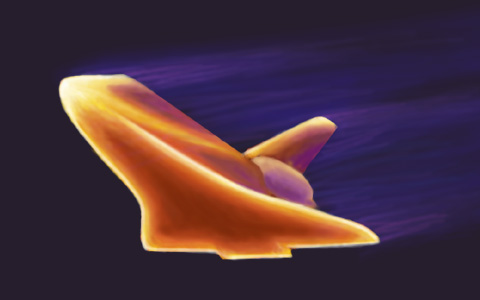
Simulação do exterior do Ônibus Espacial enquanto ele aquece para mais de 1.500 °C durante a reentrada

LI-900 é um tipo de telha de isolamento de superfície reutilizável desenvolvida e fabricada pela Lockheed Missiles and Space Company em Sunnyvale, Califórnia. Foi projetada para uso no Space Shuttle orbiter como parte de seu sistema de proteção térmica para minimizar a condutividade térmica enquanto fornece máxima resistência ao choque térmico.